# 1885年のメジャーリーグベースボール
以下は、メジャーリーグベースボール（MLB）における1885年のできごとを記す。
アメリカン・アソシエーションではセントルイス・ブラウンズが初優勝し、ナショナルリーグではシカゴ・ホワイトストッキングスが3年ぶリ5度目の優勝をした。
1884年のメジャーリーグベースボール - 1885年のメジャーリーグベースボール - 1886年のメジャーリーグベースボール

## できごと
- ニューヨーク・ジャイアンツのロジャー・コナーが打率.371・安打169本で首位打者と最多安打となった。本塁打はこの年はわずか1本だったが、2年後に急に増えて17本となり当時としては驚異的な数字であった。1897年に引退するまでに通算138本の本塁打を打ち、これは1921年にベーブ・ルースが破るまで最高記録であった。「19世紀のホームラン・キング」とされ、ポロ・グランウンズで柵越えの本塁打を打った最初の選手でもある。(1976年殿堂入り)
- シカゴ・ホワイトストッキングスのジョン・クラークソンは投球回数623イニングで53勝を上げて、最多勝であり最多奪三振308であった。後にボストン・ビーンイーターズ(後のブレーブス)に破格の1万ドルでトレードされて話題となった。ボストンに移って2年目の1889年が彼の絶頂期であった。(1963年殿堂入り)

### 全米選手権
ナショナルリーグ優勝チームシカゴ・ホワイトストッキングス(現在のシカゴ・カブス)とアメリカン・アソシエーション優勝チームセントルイス・ブラウンズ（現在のセントルイス・カージナルス）による対戦が7試合組まれたが、3勝3敗1分で決着がつかなかった。

### その他
- 10年前の1875年にチャーリー・ウエイト選手がグラブを考案し、これが次第に浸透して選手にとっては常識になっていた。だが捕手はグラブとマスクだけであった。そこで、この年に捕手の胸部・腹部を保護するチェストプロテクターがジョージ・マイヤーズ捕手によって考案された。そして各球団の捕手が続々と真似をするようになった。マイヤーズはその後に捕手用グラブを大型化して周囲に分厚いパッドを入れることも考えたが、リーグが認めず、そこで密かに使用するものが絶えなかった。そして1891年にリーグは認めて正式に使用が許可された。
- ナショナルリーグのプロビデンス・グレイズの投手モンテ・ウォードを中心に野球選手組合が結成された。当初はリーグと協力して野球の向上と球団と選手側との関係改善が主な目的であったが、ナショナルリーグの強引な運営にやがて1890年にプレーヤーズ・リーグ結成となった。

### 規則の改訂
- バットの片側を平らにすることが許可された。
- 前年に「六球」で一塁が与えられると変更したが、わずか1年で「七球」に戻った。

## 最終成績
| 1 | セントルイス・ブラウンズ           | 79 | 33 | .705 | -    |
| 2 | シンシナティ・レッドストッキングス | 63 | 49 | .563 | 16.0 |
| 3 | ピッツバーグ・アレゲニーズ         | 56 | 55 | .505 | 22.5 |
| 4 | フィラデルフィア・アスレチックス   | 55 | 57 | .491 | 24.0 |
| 5 | ブルックリン・グレイズ             | 53 | 59 | .473 | 26.0 |
| 6 | ルイビル・カーネルズ               | 53 | 59 | .473 | 26.0 |
| 7 | ニューヨーク・メトロポリタンズ     | 44 | 64 | .407 | 33.0 |
| 8 | ボルチモア・オリオールズ           | 41 | 68 | .376 | 36.5 |

| 1 | シカゴ・ホワイトストッキングス | 87 | 25 | .777 | -    |
| 2 | ニューヨーク・ジャイアンツ     | 85 | 27 | .759 | 2.0  |
| 3 | フィラデルフィア・クエイカーズ | 56 | 54 | .509 | 30.0 |
| 4 | プロビデンス・グレイズ         | 53 | 57 | .482 | 33.0 |
| 5 | ボストン・ビーンイーターズ     | 46 | 66 | .411 | 41.0 |
| 6 | デトロイト・ウルバリンズ       | 41 | 67 | .380 | 44.0 |
| 7 | バッファロー・バイソンズ       | 38 | 74 | .339 | 49.0 |
| 8 | セントルイス・マルーンズ       | 36 | 72 | .333 | 49.0 |

## 個人タイトル

### アメリカン・アソシエーション
| 項目   | 選手                         | 記録 |
| ------ | ---------------------------- | ---- |
| 打率   | ピート・ブラウニング (LOU)   | .362 |
| 本塁打 | ハリー・ストービー (PHA)     | 13   |
| 打点   | フランク・フェンネリー (CIN) | 89   |
| 得点   | ハリー・ストービー (PHA)     | 130  |
| 安打   | ピート・ブラウニング (LOU)   | 174  |

| 項目   | 選手                       | 記録  |
| ------ | -------------------------- | ----- |
| 勝利   | ボブ・カラザーズ (STL)     | 40    |
| 防御率 | ボブ・カラザーズ (STL)     | 2.07  |
| 奪三振 | エド・モリス (PIT)         | 298   |
| 投球回 | エド・モリス (PIT)         | 581.0 |
| セーブ | オイスター・バーンズ (BAL) | 2     |

### ナショナルリーグ
| 項目   | 選手                         | 記録 |
| ------ | ---------------------------- | ---- |
| 打率   | ロジャー・コナー (NYG)       | .371 |
| 本塁打 | アブナー・ダルリンプル (CHC) | 11   |
| 打点   | キャップ・アンソン (CHC)     | 108  |
| 得点   | キング・ケリー (CHC)         | 124  |
| 安打   | ロジャー・コナー (NYG)       | 169  |

| 項目   | 選手                         | 記録  |
| ------ | ---------------------------- | ----- |
| 勝利   | ジョン・クラークソン (CHC)   | 53    |
| 防御率 | ティム・キーフ (NYG)         | 1.58  |
| 奪三振 | ジョン・クラークソン (CHC)   | 308   |
| 投球回 | ジョン・クラークソン (CHC)   | 623.0 |
| セーブ | ネッド・ウィリアムソン (CHC) | 2     |
| セーブ | フレッド・フェファー (CHC)   | 2     |

## 参考
- ナショナルリーグ順位表
- アメリカン・アソシエーション順位表